# Cicia nettia
Cicia nettia är en fjärilsart som beskrevs av William Schaus 1921. Cicia nettia ingår i släktet Cicia och familjen påfågelsspinnare. Inga underarter finns listade i Catalogue of Life.